# マウリシオ・ジョゼ・ダ・シウヴェイラ・ジュニオール
マウリシオ（Maurício）ことマウリシオ・ジョゼ・ダ・シウヴェイラ・ジュニオール（ポルトガル語: Maurício José da Silveira Júnior、1988年10月21日 - ）は、ブラジルのサッカー選手。ポルトガルのポルティモネンセSC所属。ポジションはMF。

## クラブ歴
SCコリンチャンス・パウリスタの下部組織からフルミネンセFCに移って選手デビューした。
2010年2月2日にロシア・プレミアリーグのFCテレク・グロズヌイに移籍。

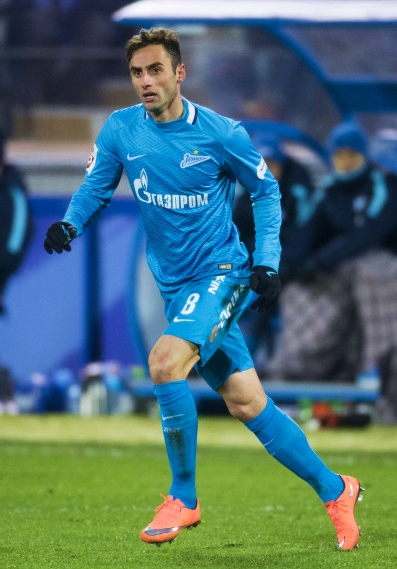
2016年、FCゼニト・サンクトペテルブルク時代

2016年1月17日にFCゼニト・サンクトペテルブルクに延長オプションつきの6ヶ月の契約で移籍。5月19日にオプションを行使し、2018-19シーズン終了まで契約を延長した。しかし2017年7月24日に、双方合意の上で契約を解除した。
2017年8月31日にPAOKテッサロニキが3年契約、年俸150万ユーロで彼の加入を発表。違約金は1000万ユーロに設定された。この時、彼に興味を抱いていたのはPAOKだけでなく、バレンシアCF、RSCアンデルレヒト、TSG1899ホッフェンハイム等の名前が挙がっていた。10月30日に移籍後初得点 。2018年10月7日の試合での得点は、彼の同シーズン初得点となり、彼はこの試合での最優秀選手を獲得した。2019年1月13日にもディエゴ・ビセスワールのアシストで得点。2月3日にはAEKアテネから得点を奪い、無敗記録を伸ばした。しかし3月10日の試合で前十字靭帯を負傷、半年の離脱となり彼のシーズンは終了した。
2020年10月11日、パナシナイコスFCに移籍した。
2022年9月20日、FCロディナ・モスクワに移籍した。
2023年1月25日、ポルティモネンセSCに移籍した。

## 代表
U-17代表として2005 FIFA U-17世界選手権に出場した。
ロシア在籍時代には、ロシア代表から招集があればこれを受けたいと述べていた。